# Puha kéreggomba
A puha kéreggomba (Ceriporia purpurea) a Irpicaceae családba tartozó, Eurázsiában és Észak-Amerikában honos, lombos fák és fenyők erősen korhadó törzsén, ágain élő, nem ehető gombafaj.

## Megjelenése
A puha kéreggomba termőteste az aljzaton 2-10 (20) cm átmérőjű, kis kerekded foltokban vagy azok összeolvadásával nagyobb, szabálytalan bevonatot képez. Spóratermő felszíne egyenletes, pórusos. Színe eleinte rózsaszínes-narancsos, később sötét rózsásvörös, idősen sötét vörösbarna. Nyomásra, sérülésre sötétedik. Széle pelyhes, kb 1 mm szélesen fehéres vagy halvány rózsás-vöröses. Pórusai igen kicsik (3-4/mm), szögletesek, faluk vékony, egyenetlen. 
Húsa vékony, bevonatszerű (1-2 mm vastag), viaszos. Szaga és íze nem jellegzetes. 
Spórapora fehéres. Spórája kolbász alakú, sima, vékony falú, nem amiloid, mérete 5–8,5 × 2–2,5 µm. 

### Hasonló fajok
A lila kéregrontógomba, a szürke kéreggomba, a vörösödő kéreggomba, a terjengős redősgomba hasonlíthat hozzá. 

## Elterjedése és termőhelye
Eurázsiában és Észak-Amerikában honos.
Lombos fák vagy fenyők közepesen vagy erősen korhadó törzsén, ágain él. Egész évben megtalálható.  
Nem ehető. 